# Austrolimnophila pacifera
Austrolimnophila pacifera är en tvåvingeart som beskrevs av Alexander 1937. Austrolimnophila pacifera ingår i släktet Austrolimnophila och familjen småharkrankar. Inga underarter finns listade i Catalogue of Life.